# Ordibehest
Ordibehest (perzsa betűkkel اردیبهشت) az 1925-ben bevezetett, Iránban használatos iráni naptár második hónapja, a második tavaszi hónap. 31 napos; kezdete többnyire a világszerte használt Gergely-naptár szerinti április 21-re, utolsó napja pedig május 21-re esik.